# هاجيمي هوسوغاي
هاجيمي هوسوغاي (مواليد 10 يونيو 1986 في مايه-باشي - اليابان) لاعب كرة قدم ياباني يلعب حاليا لصالح نادي الدرجة الأولى نادي هرتا برلين الألماني منذ 2013 في مركز الوسط المحوري.

## روابط خارجية
- هاجيمي هوسوغاي على موقع الاتحاد الدولي (مؤرشف)  (الإنجليزية)
- هاجيمي هوسوغاي على موقع اتحاد تركيا (لاعب) (الإنجليزية)
- هاجيمي هوسوغاي على موقع رابطة كرة القدم اليابانية للمحترفين (اليابانية)
- هاجيمي هوسوغاي على موقع قاعدة بيانات كرة القدم.إي يو (الإنجليزية)
- هاجيمي هوسوغاي على موقع بيانات كرة القدم. دي إي (الألمانية)
- هاجيمي هوسوغاي على موقع ناشيونال فوتبول تيمز (الإنجليزية)
- هاجيمي هوسوغاي على موقع Soccerway.com (الإنجليزية)
- هاجيمي هوسوغاي على موقع عالم كرة القدم.نت (الإنجليزية)
- هاجيمي هوسوغاي على موقع كووورة
- هاجيمي هوسوغاي على موقع أوليمبيديا (الإنجليزية)